# Progressione del record italiano del salto in alto maschile

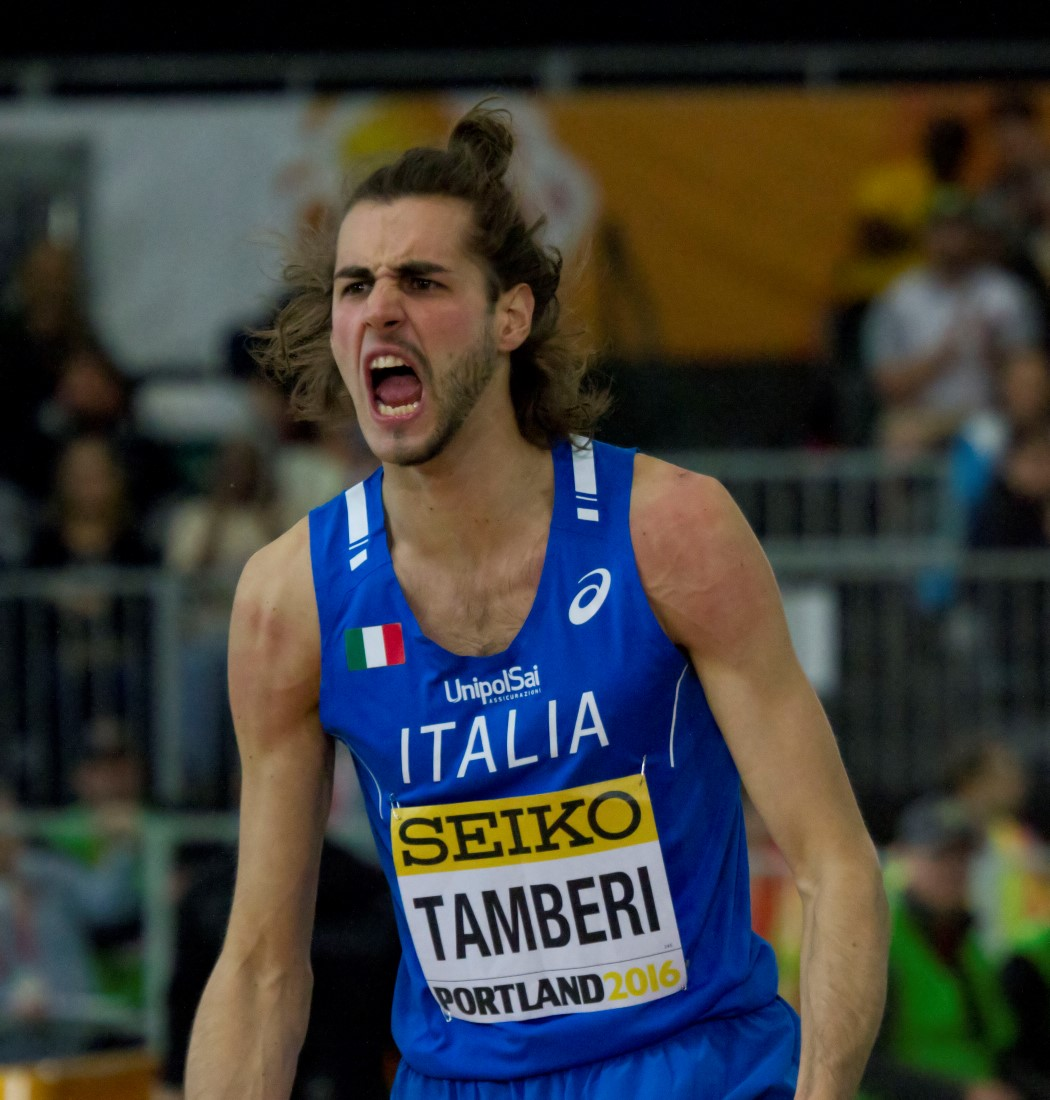
Gianmarco Tamberi, detentore del record italiano del salto in alto dal 2015.

La voce seguente illustra la progressione del record italiano del salto in alto maschile di atletica leggera.
Il primo record italiano maschile in questa disciplina venne ratificato il 18 settembre 1874, con l'utilizzo di una pedana di battuta. Il primo record senza pedana risale invece al 30 giugno 1889.

## Progressione

### Con pedana
| Misura | Atleta            | Società                                      | Luogo            | Data                 | Note |
| ------ | ----------------- | -------------------------------------------- | ---------------- | -------------------- | ---- |
| 1,55 m | Lorenzo Ellero    |                                              | Bologna          | 16-18 settembre 1874 | f    |
| 1,80 m | Giuseppe Bonacina |                                              | Milano           | 1885                 | f    |
| 1,80 m | Orio Pizio        | Società Ginnastica Milanese Forza e Coraggio | Sciaffusa        | 24 luglio 1897       | f    |
| 1,80 m | Orio Pizio        | Società Ginnastica Milanese Forza e Coraggio | Milano           | 21-22 maggio 1898    | f    |
| 1,85 m | Orio Pizio        | Società Ginnastica Milanese Forza e Coraggio | Torino           | 12 agosto 1898       | f    |
| 1,85 m | Romeo Monari      | Virtus Bologna Sportiva                      | Roma             | 11 marzo 1900        | f    |
| 1,85 m | Gaspare Torretta  | Mediolanum                                   | Premeno          | 21 aprile 1901       | f    |
| 1,85 m | Gaspare Torretta  | Mediolanum                                   | Milano           | 6 agosto 1905        | f    |
| 1,85 m | Gaspare Torretta  | Mediolanum                                   | Brunate          | 10 dicembre 1905     | f    |
| 1,85 m | Emilio Brambilla  | Società Ginnastica Milanese Forza e Coraggio | Milano           | 21 luglio 1907       | f    |
| 1,85 m | Emilio Brambilla  | Società Ginnastica Milanese Forza e Coraggio | Bovisio Mombello | 4 ottobre 1908       | f    |

### Senza pedana

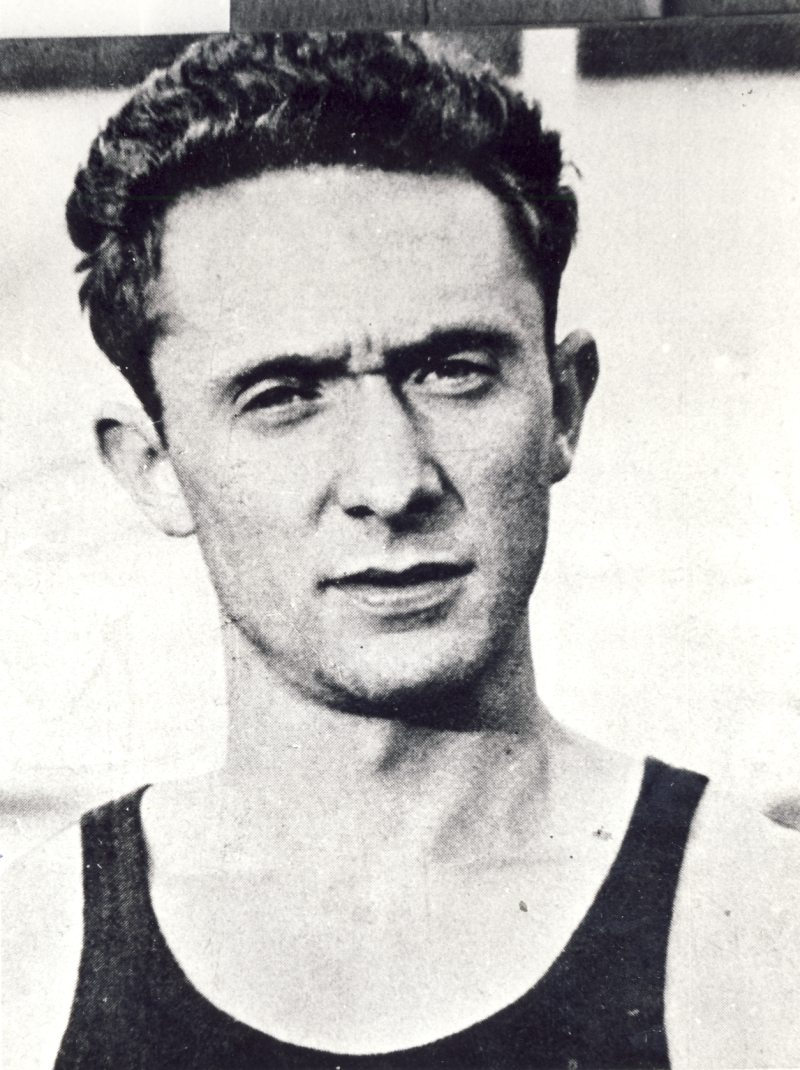
Alfredo Campagner, detentore del record italiano dal 1939 al 1956.

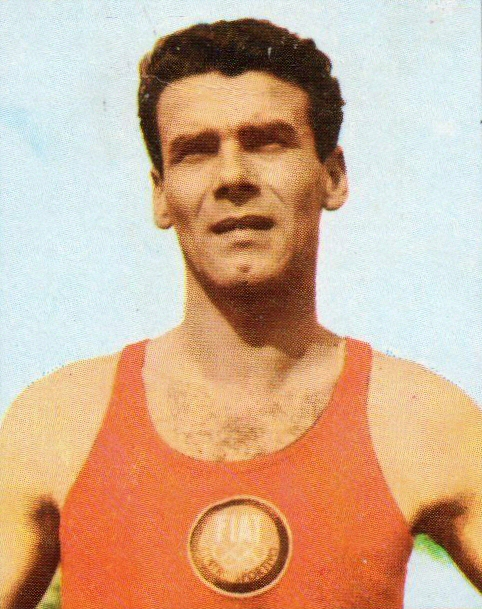
Mauro Bogliatto, detentore del record italiano dal 1963 al 1966.

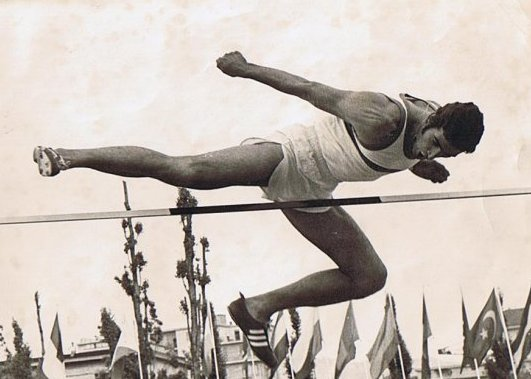
Erminio Azzaro, detentore del record italiano nel 1966 e dal 1969 al 1973.

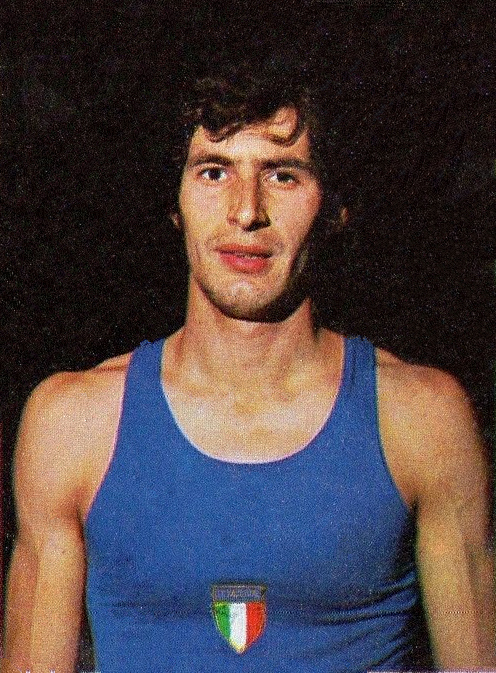
Enzo Del Forno, detentore del record italiano dal 1973 al 1976.

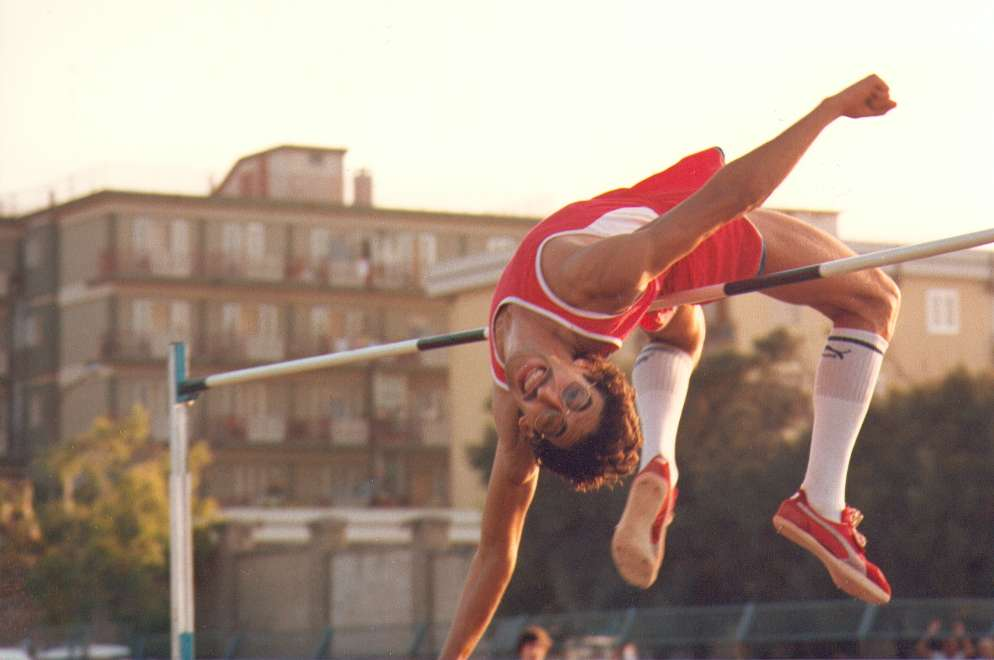
Massimo Di Giorgio, detentore del record italiano dal 1979 al 1988.

Marcello Benvenuti, detentore del record italiano dal 1989 al 2015.

| Misura  | Atleta             | Società                                      | Luogo                | Data              | Note  |
| ------- | ------------------ | -------------------------------------------- | -------------------- | ----------------- | ----- |
| 1,70 m  | Carlo Colombo      |                                              | Milano               | 30 giugno 1889    | f     |
| 1,70 m  | Orio Pizio         | Società Ginnastica Milanese Forza e Coraggio | Milano               | 16 settembre 1900 | f     |
| 1,725 m | Gaspare Torretta   | Mediolanum                                   | Roma                 | 31 giugno 1906    | f     |
| 1,75 m  | Luigi Brambilla    | Società Ginnastica Milanese Forza e Coraggio | Sesto San Giovanni   | aprile 1906       | f     |
| 1,75 m  | Alberto Vecchi     | Virtus Bologna Sportiva                      | Carpi                | 7 ottobre 1906    | f     |
| 1,75 m  | Gaspare Torretta   | Mediolanum                                   | Vigevano             | 28 ottobre 1906   | f     |
| 1,75 m  | Gaspare Torretta   | Mediolanum                                   | Venezia              | 8 maggio 1907     | f     |
| 1,75 m  | Emilio Brambilla   | Società Ginnastica Milanese Forza e Coraggio | Vigevano             | 11 ottobre 1908   | f     |
| 1,75 m  | Emilio Brambilla   | Società Ginnastica Milanese Forza e Coraggio | Milano               | 22 novembre 1908  | f     |
| 1,75 m  | Angelo Pedrelli    | Virtus Atletica Bologna                      | Bologna              | 8 dicembre 1909   | f     |
| 1,75 m  | Carlo Butti        |                                              | Milano               | 19 febbraio 1911  | f     |
| 1,75 m  | Alfredo Pagani     | Società Ginnastica Roma                      | Tivoli               | 9 luglio 1911     | f     |
| 1,75 m  | Angelo Tonini      | Unione Sportiva Milanese                     | Roma                 | 8 giugno 1912     |       |
| 1,75 m  | Carlo Butti        | Pro Morivione                                | Alessandria          | 18 maggio 1913    | f     |
| 1,75 m  | Giuseppe Tugnoli   | Virtus Bologna Sportiva                      | Firenze              | 30 aprile 1916    | f     |
| 1,77 m  | Pierino Pisati     | Leonardo Da Vinci Milano                     | La Spezia            | 17 agosto 1919    |       |
| 1,781 m | Carlo Ghiringhelli | Unione Sportiva Milanese                     | Legnano              | 2 ottobre 1921    |       |
| 1,805 m | Ettore Uicich      | Società Sportiva Pro Patria Roma             | Roma                 | 22 aprile 1923    |       |
| 1,835 m | Graziano Corona    | Eleonora D'Arborea Cagliari                  | Cagliari             | 13 gennaio 1924   |       |
| 1,835 m | Giuseppe Palmieri  | Virtus Bologna Sportiva                      | Napoli               | 13 giugno 1926    |       |
| 1,85 m  | Giuseppe Palmieri  | Virtus Bologna Sportiva                      | Roma                 | 21 aprile 1927    |       |
| 1,86 m  | Giuseppe Palmieri  | Virtus Bologna Sportiva                      | Ascoli Piceno        | 17 luglio 1927    |       |
| 1,86 m  | Giuseppe Palmieri  | Virtus Bologna Sportiva                      | Padova               | 9 giugno 1929     |       |
| 1,863 m | Angelo Tommasi     | Fondazione Bentegodi Verona                  | Verona               | 27 settembre 1931 |       |
| 1,867 m | Angelo Tommasi     | Fondazione Bentegodi Verona                  | Verona               | 30 marzo 1932     |       |
| 1,90 m  | Angelo Tommasi     | Fondazione Bentegodi Verona                  | Milano               | 15 maggio 1932    |       |
| 1,905 m | Angelo Tommasi     | Fondazione Bentegodi Verona                  | Firenze              | 26 giugno 1932    |       |
| 1,915 m | Angelo Tommasi     | Fondazione Bentegodi Verona                  | Verona               | 1º ottobre 1933   |       |
| 1,915 m | Angelo Tommasi     | Fondazione Bentegodi Verona                  | Bologna              | 23 agosto 1936    |       |
| 1,92 m  | Renato Dotti       | Virtus Bologna Sportiva                      | Bologna              | 23 luglio 1938    |       |
| 1,93 m  | Alfredo Campagner  | Lane Rossi Schio                             | Torino               | 18 giugno 1939    |       |
| 1,95 m  | Alfredo Campagner  | Lane Rossi Schio                             | Parma                | 26 maggio 1940    |       |
| 1,96 m  | Alfredo Campagner  | Lane Rossi Schio                             | Parma                | 5 ottobre 1941    |       |
| 1,98 m  | Alfredo Campagner  | Lane Rossi Schio                             | Parma                | 14 giugno 1942    |       |
| 1,99 m  | Gianmario Roveraro | Atletica Albenganese                         | Bologna              | 24 giugno 1956    |       |
| 2,01 m  | Gianmario Roveraro | Atletica Albenganese                         | Lugano               | 9 settembre 1956  |       |
| 2,02 m  | Gianmario Roveraro | Atletica Albenganese                         | Genova               | 6 ottobre 1957    |       |
| 2,03 m  | Walter Zamparelli  | CUS Genova                                   | Roma                 | 7 aprile 1962     |       |
| 2,03 m  | Roberto Galli      | CUS Pisa                                     | Roma                 | 7 aprile 1962     |       |
| 2,04 m  | Walter Zamparelli  | CUS Genova                                   | Roma                 | 21 aprile 1962    |       |
| 2,04 m  | Antonio Brandoli   | Gruppo Sportivo Fiamme Oro                   | Milano               | 5 luglio 1962     |       |
| 2,05 m  | Mauro Bogliatto    | Fiat Torino                                  | Alessandria          | 1º maggio 1963    |       |
| 2,06 m  | Roberto Galli      | CUS Pisa                                     | Pisa                 | 1º giugno 1963    |       |
| 2,08 m  | Roberto Galli      | CUS Pisa                                     | Pisa                 | 1º giugno 1963    |       |
| 2,09 m  | Mauro Bogliatto    | Fiat Torino                                  | Porto Alegre         | 8 settembre 1963  |       |
| 2,09 m  | Mauro Bogliatto    | Centro Sportivo Aeronautica Militare         | Roma                 | 21 agosto 1965    |       |
| 2,10 m  | Mauro Bogliatto    | Centro Sportivo Aeronautica Militare         | Roma                 | 10 ottobre 1965   |       |
| 2,11 m  | Erminio Azzaro     | Atletica Salernitana                         | Sindelfingen         | 19 giugno 1966    |       |
| 2,12 m  | Giacomo Crosa      | Centro Sportivo Aeronautica Militare         | Roma                 | 26 maggio 1968    |       |
| 2,12 m  | Giacomo Crosa      | Centro Sportivo Aeronautica Militare         | Città del Messico    | 19 ottobre 1968   |       |
| 2,14 m  | Giacomo Crosa      | Centro Sportivo Aeronautica Militare         | Città del Messico    | 19 ottobre 1968   |       |
| 2,14 m  | Giacomo Crosa      | Centro Sportivo Aeronautica Militare         | Città del Messico    | 20 ottobre 1968   |       |
| 2,15 m  | Erminio Azzaro     | Gruppo Sportivo Fiamme Gialle                | Formia               | 11 maggio 1969    |       |
| 2,16 m  | Erminio Azzaro     | Gruppo Sportivo Fiamme Gialle                | Milano               | 29 giugno 1969    |       |
| 2,17 m  | Erminio Azzaro     | Gruppo Sportivo Fiamme Gialle                | Atene                | 16 settembre 1969 |       |
| 2,17 m  | Erminio Azzaro     | Lilion Snia Varedo                           | Formia               | 7 maggio 1970     |       |
| 2,17 m  | Erminio Azzaro     | Lilion Snia Varedo                           | Siracusa             | 5 luglio 1970     |       |
| 2,18 m  | Erminio Azzaro     | Lilion Snia Varedo                           | Rieti                | 28 agosto 1971    |       |
| 2,18 m  | Erminio Azzaro     | Lilion Snia Varedo                           | Madrid               | 11 settembre 1971 |       |
| 2,19 m  | Enzo Del Forno     | Libertas Udine                               | Milano               | 26 luglio 1973    |       |
| 2,20 m  | Enzo Del Forno     | Libertas Udine                               | Genova               | 27 febbraio 1974  | i     |
| 2,21 m  | Enzo Del Forno     | Libertas Udine                               | Udine                | 23 marzo 1974     | i     |
| 2,20 m  | Enzo Del Forno     | Libertas Udine                               | Viareggio            | 7 agosto 1974     | [ 1 ] |
| 2,20 m  | Enzo Del Forno     | Libertas Udine                               | Milano               | 1º maggio 1975    | [ 1 ] |
| 2,20 m  | Giordano Ferrari   | Centro Sportivo Carabinieri                  | Fiorano Modenese     | 29 maggio 1975    | [ 1 ] |
| 2,21 m  | Enzo Del Forno     | Libertas Udine                               | Siena                | 16 luglio 1975    |       |
| 2,22 m  | Enzo Del Forno     | Libertas Udine                               | Siracusa             | 8 ottobre 1975    |       |
| 2,22 m  | Rodolfo Bergamo    | Centro Sportivo Carabinieri                  | Milano               | 8 giugno 1976     |       |
| 2,23 m  | Riccardo Fortini   | ASSI Giglio Rosso                            | Livorno              | 13 giugno 1976    |       |
| 2,23 m  | Oscar Raise        | Fiat Iveco Torino                            | Milano               | 4 febbraio 1978   | i     |
| 2,24 m  | Oscar Raise        | Fiat Iveco Torino                            | Trinec               | 3 marzo 1978      | i     |
| 2,24 m  | Rodolfo Bergamo    | Pro Patria AZ Verde                          | Roma                 | 25 luglio 1978    |       |
| 2,26 m  | Bruno Bruni        | Snia Milano                                  | Genova               | 3 febbraio 1979   | i     |
| 2,25 m  | Massimo Di Giorgio | Gruppo Sportivo Fiamme Oro                   | Nova Gorica          | 15 aprile 1979    | [ 2 ] |
| 2,26 m  | Massimo Di Giorgio | Gruppo Sportivo Fiamme Oro                   | Udine                | 20 maggio 1979    |       |
| 2,27 m  | Oscar Raise        | Sisport Fiat Iveco Torino                    | Bologna              | 19 settembre 1979 |       |
| 2,27 m  | Massimo Di Giorgio | Gruppo Sportivo Fiamme Oro                   | Bologna              | 19 settembre 1979 |       |
| 2,27 m  | Bruno Bruni        | Snia Milano                                  | Bologna              | 19 settembre 1979 |       |
| 2,28 m  | Paolo Borghi       | Atletica Spresiano                           | Santa Lucia di Piave | 25 maggio 1980    |       |
| 2,29 m  | Massimo Di Giorgio | Gruppo Sportivo Fiamme Oro                   | Pisa                 | 5 luglio 1980     |       |
| 2,30 m  | Massimo Di Giorgio | Gruppo Sportivo Fiamme Oro                   | Udine                | 15 giugno 1981    |       |
| 2,30 m  | Luca Toso          | Gruppo Sportivo Fiamme Oro                   | Padova               | 13 giugno 1988    |       |
| 2,32 m  | Luca Toso          | Gruppo Sportivo Fiamme Oro                   | Torino               | 21 luglio 1988    |       |
| 2,33 m  | Marcello Benvenuti | Centro Sportivo Carabinieri                  | Verona               | 12 settembre 1989 |       |
| 2,34 m  | Gianmarco Tamberi  | Gruppo Sportivo Fiamme Gialle                | Colonia              | 1º luglio 2015    |       |
| 2,37 m  | Gianmarco Tamberi  | Gruppo Sportivo Fiamme Gialle                | Eberstadt            | 2 agosto 2015     |       |
| 2,39 m  | Gianmarco Tamberi  | Gruppo Sportivo Fiamme Gialle                | Monaco               | 15 luglio 2016    |       |